# 橫帶隆背海龍
橫帶隆背海龍（学名：Leptonotus norae）为輻鰭魚綱棘背魚目海龍魚科的其中一種，分布於西南大西洋及東南太平洋區的智利及阿根廷海域，棲息深度37-212公尺，體長可達21.5公分，棲息在底層水域，卵胎生。